# Irene Lardschneider
Irene Lardschneider (* 9. Februar 1998 in Brixen, Südtirol) ist eine ehemalige italienische Biathletin. Sie ist zweifache Jugendweltmeisterin.

## Sportliche Laufbahn
Ihre ersten internationalen Wettkämpfe bestritt Irene Lardschneider bei den Olympischen Jugendspielen 2016 in Lillehammer. Während sie in den Einzelrennen die Top 10 verpasste, gewann sie mit der Mixedstaffel um Samuela Comola, Cedric Christille und Patrick Braunhofer die Bronzemedaille. Im folgenden Winter bestritt die Italienerin zwei Wettkämpfe im IBU-Junior-Cup und nahm an den Jugendweltmeisterschaften in Osrblie teil. Dort überzeugte Lardschneider und gewann trotz einiger Schießfehler überlegen mit jeweils gut einer Minute Vorsprung Sprint und Verfolgung. In der Saison 2017/18 konnte sie in Ridnaun ein Rennen im Junior-Cup für sich entscheiden, bei den Junioreneuropameisterschaften schloss sie alle Einzelrennen in den Top 10 ab, mit der Mixedstaffel gab es zusätzlich die Silbermedaille. Den Folgewinter bestritt Lardschneider erstmals komplett im IBU-Cup und begann sofort erfolgreich: das Einzel von Obertilliach schloss sie als Fünfte ab, den Sprint von Duszniki-Zdrój als Sechste, sodass sie nach dem Jahreswechsel in Ruhpolding erstmals im Weltcup starten durfte und den Sprint auf Position 83 abschloss.
Auch 2019/20 lief die Südtirolerin auf der zweithöchsten Rennebene und absolvierte diesen sehr konstant. Zwar erzielte sie kein einstelliges Resultat, schloss aber einen Großteil der Wettbewerbe in den Punkterängen der besten 40 ab. Daraufhin war Lardschneider im Folgewinter permanenter Bestandteil der Weltcupmannschaft. Während die Einzelrennen im Kalenderjahr 2020 nicht besonders erfolgreich verliefen, war sie in den Staffeln, stets an zweiter oder erster Stelle laufend, in drei von vier Rennen in den Top 10 vertreten. Saisonhöhepunkt für die Italienerin wurden die Weltmeisterschaften 2021, wo sie im Sprint ihr bestes Weltcuprennen bestritt und ohne Schießfehler Rang 24 erreichte. In der Saison 2021/22 lief Lardschneider anfangs die IBU-Cup-Rennen in Idre und Sjusjøen und konnte dort mit einem achten Platz auch durchaus überzeugen, weitere Wettkämpfe bestritt sie allerdings nicht.
Am 1. September 2022 gab Irene Lardschneider schließlich mit nur 24 Jahren ihr Karriereende bekannt. Anhaltende gesundheitliche Probleme und eine Fußverletzung, welche sie daran hinderte, die letzte Saison komplett zu bestreiten, waren die Hauptgründe der Italienerin.

## Persönliches
Lardschneider lebt in Wolkenstein im Grödnertal.

## Statistiken

### Weltcupplatzierungen
Die Tabelle zeigt alle Platzierungen (je nach Austragungsjahr einschließlich Olympische Spiele und Weltmeisterschaften).
- 1.–3. Platz: Anzahl der Podiumsplatzierungen
- Top 10: Anzahl der Platzierungen unter den ersten zehn (einschließlich Podium)
- Punkteränge: Anzahl der Platzierungen innerhalb der Punkteränge (einschließlich Podium und Top 10)
- Starts: Anzahl gelaufener Rennen in der jeweiligen Disziplin
- Staffel: inklusive Mixed- und Single-Mixed-Staffeln

| Platzierung | Einzel | Sprint | Verfolgung | Massenstart | Staffel | Gesamt |
| ----------- | ------ | ------ | ---------- | ----------- | ------- | ------ |
| 1. Platz    |        |        |            |             |         |        |
| 2. Platz    |        |        |            |             |         |        |
| 3. Platz    |        |        |            |             |         |        |
| Top 10      |        |        |            |             | 3       | 3      |
| Punkteränge |        | 1      |            |             | 4       | 5      |
| Starts      | 2      | 10     | 4          |             | 4       | 20     |

### Weltcupwertungen
Ergebnisse bei Weltcups (Disziplinen- und Gesamtweltcup) gemäß Punktesystem.
| Saison  | Einzel | Einzel | Sprint | Sprint | Verfolgung | Verfolgung | Massenstart | Massenstart | Gesamt | Gesamt |
| Saison  | Platz  | Punkte | Platz  | Punkte | Platz      | Punkte     | Platz       | Punkte      | Platz  | Punkte |
| ------- | ------ | ------ | ------ | ------ | ---------- | ---------- | ----------- | ----------- | ------ | ------ |
| 2020/21 | –      | –      | 71.    | 17     | –          | –          | –           | –           | 80.    | 17     |

### Biathlon-Weltmeisterschaften
Ergebnisse bei den Weltmeisterschaften:
| Weltmeisterschaften | Weltmeisterschaften | Einzelwettbewerbe | Einzelwettbewerbe | Einzelwettbewerbe | Einzelwettbewerbe | Staffelwettbewerbe | Staffelwettbewerbe | Staffelwettbewerbe |
| Jahr                | Ort                 | Einzel            | Sprint            | Verfolgung        | Massenstart       | Damenstaffel       | Mixedstaffel       | S.-M.-Staffel      |
| ------------------- | ------------------- | ----------------- | ----------------- | ----------------- | ----------------- | ------------------ | ------------------ | ------------------ |
| 2021                | Pokljuka            | 85.               | 24.               | 51.               | –                 | –                  | –                  | –                  |

### Jugend-/Juniorenweltmeisterschaften
Lardschneider nahm 2017 an den Jugend-, ab 2018 an den Juniorenwettkämpfen teil.
| Weltmeisterschaften | Weltmeisterschaften | Einzelwettbewerbe | Einzelwettbewerbe | Einzelwettbewerbe | Damenstaffel |
| Jahr                | Ort                 | Einzel            | Sprint            | Verfolgung        | Damenstaffel |
| ------------------- | ------------------- | ----------------- | ----------------- | ----------------- | ------------ |
| 2017                | Osrblie             | 5.                | 1.                | 1.                | 3.           |
| 2018                | Otepää              | 10.               | 25.               | 38.               | 6.           |
| 2019                | Osrblie             | 10.               | 41.               | 22.               | 4.           |

### Junior-Cup-Siege
| Nr. | Datum         | Ort     | Disziplin |
| --- | ------------- | ------- | --------- |
| 1.  | 15. Dez. 2017 | Ridnaun | Einzel    |